# والتر سيلفا
والتر سيلفا (18 نوفمبر 1981 بوينس آيرس الأرجنتين - ) هو لاعب كرة قدم أرجنتيني، يلعب كمهاجم.
- والتر سيلفا على موقع قاعدة بيانات كرة القدم.إي يو (الإنجليزية)
- والتر سيلفا على موقع Soccerway.com (الإنجليزية)